# Tatort: Dein gutes Recht
Dein gutes Recht ist ein Fernsehfilm aus der Krimireihe Tatort. Der vom SWR produzierte Beitrag ist die 1277. Tatort-Episode und wurde am 27. Oktober 2024 im SRF, im ORF und im Ersten ausgestrahlt. Die Ludwigshafener Ermittlerinnen Lena Odenthal und Johanna Stern ermitteln in ihrem 80. bzw. 21. Fall.

## Handlung
Auf einen nächtlichen Notruf der Rechtsanwältin Patricia Prinz hin findet Lena Odenthal in der Kanzlei den angeschossenen Ehemann Jasper und die verängstigte Anwältin. Jasper erliegt in der Nacht seinen Verletzungen. Das Kaliber der Kugel passt zur Waffe von Patricia Prinz.
Die Ermittlungen von Lena Odenthal und Johanna Stern zeigen, dass Jasper Prinz keine Feinde hatte – im Gegensatz zu seiner Frau, die als Arbeitsrechtlerin vorwiegend für Arbeitgeber tätig ist.

## Hintergrund
Der Film wurde vom 13. Juni 2023 bis zum 14. Juli 2023 in Ludwigshafen, Baden-Baden und Karlsruhe gedreht. Die Premiere erfolgte am 2. September 2024 auf dem Festival des deutschen Films in Ludwigshafen am Rhein.

## Rezeption

### Einschaltquoten
Die Erstausstrahlung von Dein gutes Recht am 27. Oktober 2024 wurde in Deutschland von 8,09 Millionen Zuschauern gesehen und erreichte einen Marktanteil von 29,0 % für Das Erste.

### Auszeichnungen
Der Film war für den Rheingold Publikumspreis 2024 auf dem Festival des deutschen Films in Ludwigshafen am Rhein nominiert.